# The Lone Gunmen : Au cœur du complot
Production
Diffusion
The Lone Gunmen : Au cœur du complot (The Lone Gunmen) est une série télévisée américaine en 13 épisodes de 42 minutes, créée par Chris Carter, Vince Gilligan, John Shiban et Frank Spotnitz, et diffusée entre le 4 mars 2001 et le 1er juin 2001 sur le réseau FOX.
En France, le pilote est diffusé le 27 mai 2003 sur Série Club. La série est intégralement diffusée à partir du 18 mars 2006 sur France 4.
C'est une série dérivée de X-Files : Aux frontières du réel centrée sur les Bandits solitaires, trois individus adeptes de théories conspirationnistes qui apportent régulièrement leur aide à Fox Mulder dans X-Files. Malgré des critiques positives, les audiences ont rapidement chuté et la série a été annulée au bout d'une seule saison.

## Synopsis
John Fitzgerald Byers, Melvin Frohike et Richard Langly forment à eux trois les « Bandits solitaires » (The Lone Gunmen). Ils publient leur propre journal qui dénonce entre autres les complots destinés à cacher les crimes du gouvernement des États-Unis, les expériences militaro-scientifiques ou militaro-industrielles douteuses sur le plan éthique, et la façon dont le gouvernement espionne les citoyens. Ces trois soldats de la vérité aux compétences techniques et scientifiques complémentaires mènent eux-mêmes leurs enquêtes et publient leurs résultats afin de réveiller les consciences américaines. Ils sont aidés par Jimmy Bond, un jeune homme courageux et idéaliste, bien que pas très intelligent, et croisent régulièrement la route de Yves Adele Harlow, une mystérieuse femme fatale qui est parfois leur alliée et parfois leur rivale.

## Distribution

### Acteurs principaux
- Bruce Harwood (VF : Régis Lang) : John Fitzgerald Byers
- Tom Braidwood (VF : Jean-Bernard Guillard) : Melvin Frohike
- Dean Haglund (VF : Jean-Pierre Leroux) : Richard « Ringo » Langly
- Stephen Snedden (VF : Emmanuel Garijo) : James « Jimmy » Bond
- Zuleikha Robinson (VF : Véronique Desmadryl) : Yves Adele Harlow/Eve Adelys Harlow

### Acteurs récurrents
- Jim Fyfe : Kimmy Belmont (3 épisodes)

### Acteurs invités
- Mitch Pileggi (VF : Jacques Albaret) : Walter Skinner (1 épisode)
- Michael McKean : Morris Fletcher (1 épisode)
- David Duchovny (VF : Georges Caudron) : Fox Mulder (1 épisode)

## Production

### Développement
Après leur avoir consacré deux épisodes, Les Bandits solitaires et Brelan d'as, aux Bandits solitaires lors des 5e et 6e saisons de X-Files, Chris Carter, Vince Gilligan, John Shiban et Frank Spotnitz, qui ont pris beaucoup de plaisir à étoffer ces personnages, s'aperçoivent qu'ils ont le potentiel pour avoir leur propre série. Après l'arrêt prématuré de sa série Harsh Realm, Carter décide de lancer la production d'une série dérivée ayant pour personnages principaux les Bandits solitaires et en confie les rênes à Gilligan, Shiban et Spotnitz. La série est conçue pour être plus axée sur les complots impliquant des multinationales et dénuée des éléments de science-fiction et de fantastique omniprésents dans X-Files. Le ton général de la série est par ailleurs beaucoup plus humoristique que celui de la série-mère,.

### Tournage
La série est principalement tournée à Vancouver et ses alentours. 
Quelques personnages de X-Files apparaissent ponctuellement dans la série : Skinner joue un rôle important dans l'épisode Jeux de menteurs, alors que Mulder fait une courte apparition dans Roméo 61.

## Diffusion et arrêt de la série
Après un épisode pilote réalisant lors de sa première diffusion aux États-Unis un taux d'audience très correct, avec 13,2 millions de téléspectateurs, l'intérêt du public, qui ne retrouve pas dans la série l'ambiance de X-Files, faiblit progressivement. Le 4e épisode réunit 8,9 millions de téléspectateurs, le 8e seulement 6,3 millions et le final de la saison 5,3 millions.
La série est donc annulée par la FOX au bout de treize épisodes, avec de plus un cliffhanger. Celui-ci est partiellement résolu lors de l'épisode N'abandonnez jamais de la 9e saison de X-Files, qui met les Bandits solitaires en vedette pour la dernière fois. 
En France, le pilote est diffusé le 27 mai 2003 sur Série Club. Puis la série est intégralement diffusée à partir du 18 mars 2006 sur France 4.

## Épisodes
| № | Titre                                                    | Réalisation       | Scénario                                                    | Première diffusion         |
| --- | -------------------------------------------------------- | ----------------- | ----------------------------------------------------------- | -------------------------- |
| 1 | Pilote fantôme Pilot                                     | Rob Bowman        | Chris Carter, Vince Gilligan, John Shiban et Frank Spotnitz | États-Unis : 4 mars 2001   |
| Enquêtant sur la mort de son père, Byers découvre qu'il est toujours vivant et que le complexe militaro-industriel américain prévoit d'organiser un terrible attentat afin de relancer la vente des armements.                                     |                                                          |                   |                                                             |                            |
| 2 | Agent triple zéro Bond, Jimmy Bond                       | Bryan Spicer      | Vince Gilligan, John Shiban et Frank Spotnitz               | États-Unis : 11 mars 2001  |
| Lors d'une enquête sur des armes biologiques convoités par des espions, les Bandits solitaires font la connaissance de Jimmy Bond, un jeune homme riche et naïf qui sert à son insu de couverture aux agents étrangers.                            |                                                          |                   |                                                             |                            |
| 3 | L'Empoisonneuse d'Alsace Eine Kleine Frohike             | David Jackson     | John Shiban                                                 | États-Unis : 16 mars 2001  |
| Afin de confondre « l'empoisonneuse d'Alsace », une criminelle de guerre nazie, Frohike se fait passer pour son fils disparu à la fin de la Deuxième Guerre mondiale.                                                                              |                                                          |                   |                                                             |                            |
| 4 | De l'eau dans le carburateur Like Water for Octane       | Richard Compton   | Collin Friesen                                              | États-Unis : 18 mars 2001  |
| Les Bandits solitaires sont en compétition avec l'homme de main d'une compagnie pétrolière afin de mettre la main sur un véhicule fonctionnant avec un moteur à eau.                                                                               |                                                          |                   |                                                             |                            |
| 5 | Trois hommes et un bambin Three Men and a Smoking Diaper | Bryan Spicer      | Chris Carter                                                | États-Unis : 23 mars 2001  |
| Les Bandits solitaires enquêtent sur la mort de la secrétaire d'un sénateur en pleine campagne électorale. |                                                          |                   |                                                             |                            |
| 6 | Adam contre Charlie Madam, I'm Adam                      | Bryan Spicer      | Thomas Schnauz                                              | États-Unis : 30 mars 2001  |
| Les Bandits solitaires cherchent à retrouver l'identité d'un homme qui prétend que sa vie lui a été volée après son enlèvement par des extraterrestres.                                                                                            |                                                          |                   |                                                             |                            |
| 7 | La Planète des Frohikes Planet of the Frohikes           | John T. Kretchmer | Vince Gilligan                                              | États-Unis : 6 avril 2001  |
| Un chimpanzé à qui des expériences ont conféré une intelligence humaine contacte les Bandits solitaires pour qu'ils l'aident à s'échapper d'un laboratoire gouvernemental.                                                                         |                                                          |                   |                                                             |                            |
| 8 | Peine capitale Maximum Byers                             | Vincent Misiano   | Vince Gilligan et Frank Spotnitz                            | États-Unis : 13 avril 2001 |
| Byers et Bond se font passer pour des prisonniers dans une prison du Texas afin d'innocenter le fils de l'une de leurs fidèles lectrices sur le point d'être exécuté.                                                                              |                                                          |                   |                                                             |                            |
| 9 | Chirurgie mortelle Diagnosis Jimmy                       | Bryan Spicer      | John Shiban                                                 | États-Unis : 20 avril 2001 |
| Alors que les Bandits solitaires enquêtent sur des braconniers qui tuent illégalement des grizzlies, Bond est victime d'un accident. À l'hôpital, il suspecte son médecin d'être un tueur en série en fuite.                                       |                                                          |                   |                                                             |                            |
| 10 | Le Dernier Tango à Miami Tango de los Pistoleros         | Bryan Spicer      | Thomas Schnauz                                              | États-Unis : 27 avril 2001 |
| Pour arrêter un espion, Frohike et Yves Adele Harlow participent à un concours de tango qui va dévoiler un pan du passé de Frohike. |                                                          |                   |                                                             |                            |
| 11 | Jeux de menteurs The Lying Game                          | Richard Compton   | Nandi Bowe                                                  | États-Unis : 4 mai 2001    |
| En enquêtant sur le meurtre d'un ancien camarade d'université de Byers, les Bandits solitaires découvrent que le directeur adjoint Walter Skinner est impliqué dans l'affaire.                                                                     |                                                          |                   |                                                             |                            |
| 12 | Capitaine Toby The Cap'n Toby Show                       | Carol Banker      | Vince Gilligan, John Shiban et Frank Spotnitz               | États-Unis : 1er juin 2001 |
| Le capitaine Toby, présentateur d'une émission pour enfants qui était la préférée de Langly, est accusé du meurtre de deux techniciens de l'émission. Langly refuse de croire à la culpabilité de son héros d'enfance.                             |                                                          |                   |                                                             |                            |
| 13 | Roméo 61 All About Yves                                  | Bryan Spicer      | Vince Gilligan, John Shiban et Frank Spotnitz               | États-Unis : 11 mai 2001   |
| Les Bandits solitaires font équipe avec Morris Fletcher et découvrent l'existence d'une organisation secrète gouvernementale qui serait responsable de nombreux assassinats de personnalités, dont celui de Kennedy, lors des dernières décennies. |                                                          |                   |                                                             |                            |

## Accueil critique
Julie Salamon, du New York Times, évoque une série qui, malgré ses « personnages excentriques » est à la fois « plus conventionnelle et plus légère » que X-Files tout en étant « savamment écrite, réalisée et montée ». Howard Rosenberg, du Los Angeles Times, estime que la série est une « parodie hybride » de X-Files et de Mission impossible dont les points forts sont « les scénarios et ses personnages bien particuliers », et conclut en affirmant que c'est « potentiellement la série la plus amusante du moment à être diffusée en première partie de soirée ».
Aaron Beierle, de DVD Talk, affirme que la série « procure un formidable mélange d'action, de drame et de comédie » et que les interprétations des acteurs principaux sont « excellentes », alors que les histoires sont « divertissantes, intelligentes et bien écrites ». Pour le site Le Monde des Avengers, la série est « une petite merveille d’humour pétillant et audacieux, avec des enquêtes finement décalées par rapport aux X-Files mais néanmoins toujours captivantes ». Eric Profancik, de DVD Verdict, évoque une série « facile à regarder et à apprécier » et « comportant un sympathique mélange de sérieux, de parodie, d'action et d'humour », malgré des intrigues « quelque peu capillotractées ».
Alors que la série n'eut guère de postérité en raison de sa courte carrière, l'épisode pilote intrigue fortement pour ses similarités avec des événements réels. Diffusé le 4 mars 2001, soit six mois avant les attentats du 11 septembre, il met en scène des membres du gouvernement qui, en vue de déclencher une guerre profitable au complexe militaro-industriel, organisent un détournement d'avion pour le faire s'abattre contre l'une des tours du World Trade Center. Cette coïncidence passe inaperçue pendant plusieurs mois avant d'être signalée dans un article de presse et largement reprise par la suite,,.

## Distinctions
L'épisode pilote remporte en 2001 le Canadian Society of Cinematographers Award de la meilleure photographie pour une série dramatique.

## Sortie vidéo
Un coffret de trois DVD de la série, comprenant également l'épisode N'abandonnez jamais de X-Files, ainsi qu'un making-of de la série et des commentaires audio des producteurs et acteurs, est distribué le 29 mars 2005 en zone 1 par Fox Home Entertainment  et le 16 novembre 2005 en zone 2 par Pathé Fox Europa.